# 2568 Maksutov
2568 Maksutov eller 1980 GH är en asteroid i huvudbältet som upptäcktes den 13 april 1980 av den tjeckiske astronomen Zdeňka Vávrová vid Kleť-observatoriet. Den är uppkallad efter den ryske fysikern och astronomen Dmitrij Maksutov.
Asteroiden har en diameter på ungefär 4 kilometer.